# Al·licina
L'al·licina (en anglès: allicin) és un compost orgànic obtingut de l'all, que és una espècie dins la família Alliaceae. Va ser aïllat i estudiat primer en el laboratori per Chester J. Cavallito i John Hays Bailey el 1944. És un líquid incolor amb una olor picant característica. Aquest compost mostra propietats antibacterianes i antifúngiques. L'al·licina és un mecanisme de defensa de la planta de l'all contra l'atac de les plagues.

## Estructura i presentació
L'al·licina presenta el grup funcional tiosulfinat, R-S(O)-S-R. Aquest compost no es presenta en l'all fins que no hi ha un dany en els seus teixits, i es forma per l'acció de l'enzim al·liinasa sobre l'al·liina. L'al·licina és quiral però es presenta en la natura només com un racemat. La forma racèmica també es pot generar per oxidació del sulfur de dial·lil:
(SCH₂CH=CH₂)₂ + RCO₃H → CH₂=CHCH₂S(O)SCH₂CH=CH₂ + RCO₂H
L'al·linasa es desactiva irreversiblement sota un pH de 3; per tant, l'al·licina no es produeix generalment en el cos pel fet de consumir all fresc o en pols. A més, l'al·licina pot ser inestable, es degrada en 16 h a 23 °C.

## Efectes potencials en la salut
Segons diversos estudis publicats entre 1995 i 2005 l'al·licina pot reduir l'aterosclerosis i el dipòsit de greix, normalitza l'equilibri de lipoproteïnes, redueix la pressió arterial, tenen propietats antitrombòtiques i antiinflamatòries, i, fins a cert punt, té una funció antioxidant. Altres estudis van trobar un fort efecte oxidant fins al punt de danyar les cèl·lules intestinals, però els estudis es van fer en animals de laboratori i no en humans i en quantitats molt grans d'al·licina.

### Activitat antibacteriana
S'ha trobat que l'al·licina té nombroses propietats antimicrobianes. Una aplicació potencial és el tractament del Staphylococcus aureus (MRSA).